# 北海道道371号北広島停車場線
北海道道371号北広島停車場線（ほっかいどうどう371ごう きたひろしまていしゃじょうせん）は、北海道北広島市内を結ぶ一般道道（北海道道）である。

## 概要

### 路線データ
- 起点：北海道北広島市中央6丁目（JR北海道 千歳線 北広島駅）
- 終点：北海道北広島市中央5丁目（北海道道46号江別恵庭線交点）
- 路線延長：0.2km（総延長）

## 歴史
- 1961年（昭和36年）3月31日 - 路線認定[1]。

## 地理

### 通過する自治体
- 石狩振興局
  - 北広島市

### 交差する道路
北広島市
- 北海道道46号江別恵庭線 - 中央5丁目（終点）

### 沿線にある施設など
北広島市
- JR北海道 千歳線 北広島駅 - 中央6丁目
- 北広島市図書館 - 中央6丁目2-1